# Dimos Paranesti
Dimos Paranesti (Paranesti) är en kommun i Grekland.   Den ligger i prefekturen Nomós Drámas och regionen Östra Makedonien och Thrakien, i den nordöstra delen av landet, 400 km norr om huvudstaden Aten. Antalet invånare är 5 114.